# Need for Speed: Undercover
Need for Speed: Undercover is het twaalfde deel uit het racecomputerspellen-reeks Need for Speed. Het werd ontwikkeld door BlackBox Studios, een in Canada gelegen studio die in handen is van EA Games. In februari 2009 maakte Electronic Arts bekend dat het spel 5,2 miljoen keer was verkocht.
Tijdens de E3 in 2008 werd aangekondigd dat het spel voor de iPhone zal worden uitgebracht.
Het spel speelt zich af in de fictieve stad Tri-Cities.

## Verhaal
In Need for Speed: Undercover speelt de speler een jongeman die undercover gaat in het illegale straatracen. Hij kan niemand vertrouwen en niemand vertrouwt hem. Het doel is om een internationaal misdaadsyndicaat neer te halen.
Voorts heeft ook Maggie Q (vooral bekend van Mission Impossible en Die Hard) toegezegd om mee te spelen in de tussen sequenties (de filmpjes tussen de races door). Zij speelt de rol van verleidelijke FBI-agente Chase Linh die de rekruten helpt in hun undercover-missie.
De speler begint in Palm Harbor en moet een paar lokale races winnen om aandacht te krijgen. Daarna doet de speler mee aan een speciale Sprint-race en krijgt de aandacht van Hector Maio, een lokale bendeleider die dure auto's steelt. De speler moet de bende infiltreren en tegen Carmen Mendez (gespeeld door Christina Milian) een race winnen. Ook wordt de speler uitgedaagd door Zack Maio (gespeeld door Joshua Alba), Hectors jongere broer, in een Highway Battle. Na een aantal andere races moet de speler Zack en Hector Maio uitschakelen. 
Vervolgens komt de speler in Sunset Hills. Na vele races krijgt de speler van Chase Linh te horen dat er een speciale Circuit-race is. Als de speler de race wint, vindt de lokale bendeleider Gregory MacDonald, beter bekend als GMAC (gespeeld door David Rees Snell) hem interessant. Ondertussen haten Nickel Rogers en Rose Large (gespeeld door Lawrence B. Adisa en Heather Fox) hem, omdat zij in diezelfde race verslagen werden door de speler. De speler wordt uitgenodigd voor de bende. Vervolgens hoort de speler van Carmen Mandez dat ze een rematch wil, maar wordt tijdens deze race aangevallen door zwarte auto's. Wanneer de speler deze zwarte auto's verslaat, is Carmen Mandez bang geworden en ze vertrouwt niemand meer, inclusief de speler. De speler heeft ondertussen genoeg bewijs verzameld om GMAC en zijn bende uit te schakelen. 
Op een gegeven moment krijgt de speler een telefoontje van een man, genaamd Chau Whu (gespeeld door Jack Yang) van de Chinese maffia. Hij denkt dat GMAC zijn auto heeft gestolen en heeft Chase Linh ontvoerd. Hij laat haar pas vrij als hij zijn auto terug heeft. Later blijkt Zack Maio de auto van Chau Whu gestolen te hebben en heeft Carmen Mandez haar gevraagd om de auto te verstoppen. Carmen wil deze auto zo snel mogelijk weg hebben en de speler neemt de auto mee. In Chau Whu's schuilplaats in Port Cresent laat hij Chase Linh vrij, maar Linh heeft andere plannen en schiet de mannen van Chau Whu dood en gaat er met zijn auto vandoor. Het blijkt dat Chase Linh een corrupte agent is. De speler gaat achter haar aan en schakelt haar uit. De hoofd van de politie arresteert Chase Linh en zegt dat de speler het goed gedaan heeft. Vervolgens ziet de speler Carmen Mandez weer en ze zegt dat ze gaat studeren op de universiteit van Tri-City en bedankt de speler voor haar tweede kans.

## Evenementen
1. Circuit: de speler rijdt simpelweg een aantal ronden.
2. Sprint: geen ronden, maar van het ene punt naar het ander.
3. Controlepostrace: van de ene checkpoint naar het ander binnen een tijdslimiet. Na elk checkpoint krijgt de speler nieuwe tijd plus de tijd die de speler over had van het vorige gereden stuk (alleen PlayStation 3-, Xbox 360- en PC-versie).
4. Spoorloos: Race één-tegen-één in een open wereld, blijf aan kop voor een bepaalde tijd om te winnen.
5. Highway-Battle: Race één-tegen-één op de snelweg, je wint als je 500 meter voor je tegenstander rijdt of aan kop ligt als de tijd op is.
6. Tolhuisjes: van tolhuis naar tolhuis tegen tijd, na elk huisje krijgt de speler nieuwe tijd plus de tijd die de speler over had bij het vorige (alleen PlayStation 2- en Wii-versie).
7. Knock-out per ronde: een circuit van 3 ronden, maar na elke ronde valt de laatste af (alleen PlayStation 2- en Wii-versie).
8. Timed Circuit: Lijkt sterk op circuit, alleen zijn er ongelimiteerd veel ronden, als de tijd om is, is de racer die vooraan rijdt de winnaar (alleen PlayStation 2- en Wii-versie).

## Ontvangst
| Beoordeeld door | Platform      | Datum            | Score |
| --------------- | ------------- | ---------------- | ----- |
| PSX Extreme     | PlayStation 3 | 18 november 2008 | 80%   |
| 1UP             | PlayStation 3 | 18 november 2008 | 75%   |
| Gameplayer      | Xbox 360      | 18 november 2008 | 65%   |
| Jeuxvideo.com   | PlayStation 2 | 24 november 2008 | 65%   |
| 3D Juegos       | PlayStation 3 | 21 november 2008 | 63%   |
| G4 TV: X-Play   | Xbox 360      | 19 november 2008 | 60%   |
| Digital Spy     | Xbox 360      | 21 november 2008 | 60%   |
| DarkZero        | Xbox 360      | 10 december 2008 | 60%   |
| Play.tm         | Xbox 360      | 28 november 2008 | 60%   |
| PlayFrance      | PlayStation 3 | 30 november 2008 | 55%   |

## Platforms
| Jaar | Platform                                                         |
| ---- | ---------------------------------------------------------------- |
| 2008 | BREW, J2ME, PlayStation 2, PlayStation 3, Wii, Windows, Xbox 360 |
| 2009 | BlackBerry, iOS, Windows Mobile, N-Gage (service)                |

The Need for Speed · II · III: Hot Pursuit · Road Challenge · Porsche 2000 · Hot Pursuit 2 · Underground · Underground 2 · Underground Rivals · Most Wanted (2005) · Carbon · Pro Street · Undercover · Nitro · Shift · World · Hot Pursuit (2010) · Shift 2: Unleashed · The Run · Most Wanted (2012) · Rivals · Need for Speed · Payback · Heat · Unbound